# Cantó de Courtenay
El cantó de Courtenay és un cantó francès del departament de Loiret, situat al districte de Montargis. Té 15 municipis i el cap és Courtenay.

## Municipis
- Bazoches-sur-le-Betz
- Chantecoq
- La Chapelle-Saint-Sépulcre
- Courtemaux
- Courtenay
- Ervauville
- Foucherolles
- Louzouer
- Mérinville
- Pers-en-Gâtinais
- Rozoy-le-Vieil
- Saint-Hilaire-les-Andrésis
- Saint-Loup-de-Gonois
- La Selle-sur-le-Bied
- Thorailles

## Història
| Data d'elecció                           | Identitat       | Partit                         | Qualitat |
| ---------------------------------------- | --------------- | ------------------------------ | -------- |
| 1945-1951                                | Armand Chesneau | radical                        |          |
| 1951-1982                                | Jules Bruzeau   | radical, després divers droite |          |
| 1982-1988                                | Gérard Pinsard  | RPR                            |          |
| 1988-2001                                | André Neveux    | Divers droite                  |          |
| 2001-                                    | Alain Drouet    | Divers droite, després UMP     |          |
| les dades anteriors no són pas conegudes |                 |                                |          |
|                                          |                 |                                |          |

## Demografia
| A partir de 1990: Població sense dobles comptes |